# Agripino Ether
Agripino Alves Ether (nasceu em São Luís do Quitunde, Alagoas em 21 de julho de 1885 - Rio de Janeiro 20 de outubro de 1954), foi um dentista, Professor e poeta.
Era filho do Comandante da Guarda Nacional, Subcomissário de policia e Coronel Olympio Ether e de sua primeira esposa, Ursulina Alves Tosta.
A sua irmã Astrogilda Alves Ether também era poeta. Ela era casada com o Dr. Antonio Nunes Leite, filho do comendador Jacintho Nunes Leite.
Concluiu o curso de filosofia em Maceió e bacharelou-se em Letras. Em 1906 Agripino Participou como amador de uma peça de teatro em Bebedouro.
Em Março de 1907 se tornou professor da Escola Noturna. Em abril foi aprovado para o curso de Odontologia em Salvador na Bahia, se formou no final de 1909.
Em 14 de agosto de 1910 participou da fundação do Club Alagoano de Regatas. A partir de março de 1911 passou a ser anunciado nos jornais como Cirurgião-Dentista, atendia das 10h às 17 horas na Rua do Comércio. Ele foi pioneiro no uso de equipamentos eletrodentários em Alagoas.
Em 1911 participou dos comícios que apoiavam Clodoaldo da Fonseca e Fernandes Lima que disputavam pelo governo de Alagoas, participou por meio do comitê Marechal Hermes.
Foi orador da diretoria do Montepio dos Artistas. Em março de 1913 foi um dos fundadores do jornal O Semeador.

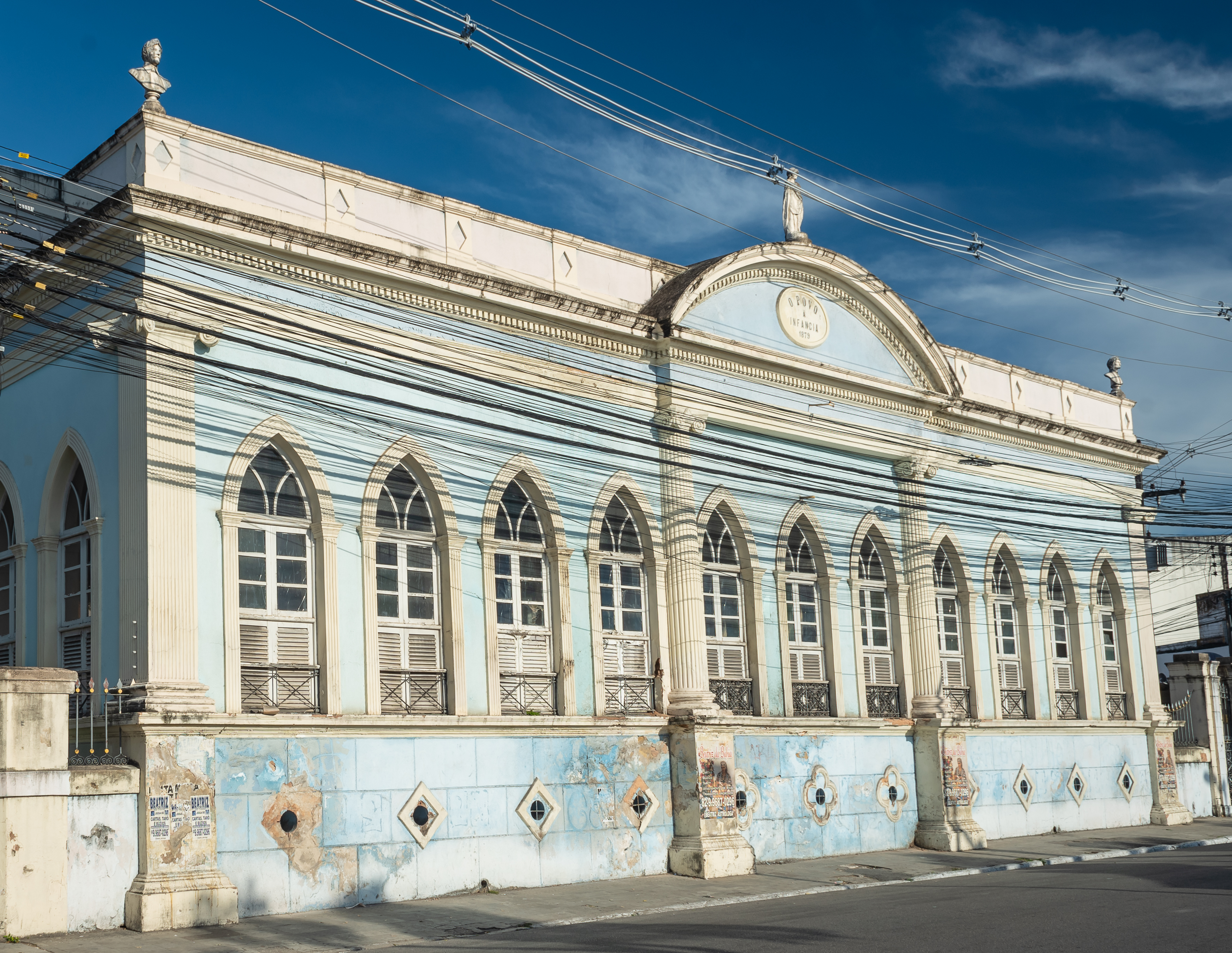
Academia Alagoana de Letras - Monumento

Ele participou da assembleia que fundou a Academia Alagoana de Letras em 1 de novembro de 1919, ele junto com Auryno Maciel e Arthur Acioly deram a redação final dos estatutos. Agripino Ether ocupou a cadeira numero 28, cujo patrono era Franco Jatobá, e foi redator do Diário de Maceió.
Em setembro de 1920 representou Alagoas entre os dias 18 e 23 no 1° Congresso Odontológico Latino Americano em Montevidéu. Após o congresso se tornou delegado em Alagoas da Associação Central Brasileira de Cirurgiões-Dentistas. Em dezembro de 1921 publicou no Boletim Odontológico da associação o artigo "Ligeiras observações sobre o dente dos seis anos".
Em 21 de novembro de 1923 foi eleito 1° secretário da Associação Central Brasileira de Cirurgiões-Dentistas.
Agripino era convidado para dar palestras frequentemente, uma delas foi realizada em 21 de setembro de 1923 na Associação dos Empregados do Comércio, no qual divulgava a importância da assistência dentária infantil. Agripino conseguiu o apoio do deputado federal Costa Rego para a aprovação do projeto que cedeu um terreno para a construção de um prédio para a Assistência Dentária Infantil. Em maio de 1924 Agripino organizou uma homenagem para Costa Rego no Rio de Janeiro. Agripino Ether foi redator da revista Brasil Odontológico durante esse período.
Participou do 2° Congresso Odontológico Latino Americano em outubro de 1925 em Buenos Aires. Também participou do 3° congresso que foi realizado no Rio de Janeiro em 1929 como secretário da Comissão Organizadora. Foi diplomado em Direito em 1930.
Em 1926 se tornou professor da Faculdade de Farmácia e Odontologia do Rio de Janeiro. Em 1930 foi contratado como Dentista do Prefeitura do Rio de Janeiro, sua efetivação ocorreu em 31 de outubro de 1936.
Em 1931 recebeu do governo de Cuba a insígnia de Cavalheiro da Cruz Vermelha Nacional. E em 1932 foi admitido como membro da Academia Internacional de Odontologia. Em setembro de 1933 foi escolhido como paraninfo do formandos da Faculdade de Odontologia e Farmácia da Fluminense. Em 1934 a Faculdade de Farmácia e Odontologia da Universidade do Rio de Janeiro se separou da Faculdade Fluminense de Medicina e a aula inaugural foi ministrada por Agripino que foi saudado como um dos "gigantes da odontologia nacional".
Em dezembro de 1935 foi aprovado no concurso de livre docência da cadeira de Prótese Buco Facial, e assumiu no mesmo ano a secretaria geral do Instituto Brasileiro de Estamotologia, e foi professor honorário da Faculdade e Farmácia e Odontologia de Manaus. Em 1936 foi o paraninfo de 3 turmas de formandos no Rio de Janeiro. Também foi um dos fundadores da Academia Brasileira de Odontologia.
Agripino Ether se casou com Maria Soares de Araújo com quem teve 2 filhos, depois de sua esposa passar a viver com o seu irmão mais novo, Alberico da Silva Ether, Agripino se casou com Angelina da Silva.
Faleceu no Rio de Janeiro em 22 de outubro de 1954.

## Homenagens e Prêmios
Foram criadas em sua homenagem medalhas para o IV e VI Congresso Internacional de Odontologia, e o Diretório Acadêmico Agripino Ether - DAAE, na Faculdade de Odontologia da Universidade Federal Fluminense.
Em 1931 recebeu do governo de Cuba a insígnia de Cavalheiro da Cruz Vermelha Nacional.
Patrono da cadeira 98 da Academia Nacional de Ciências Farmaceuticas do Brasil. O seu filho Stenio ocupou a cadeira 97.
Patrono da cadeira número 12 da Academia Maceioense de Letras

## Obras
Inverno, 1920 (palestra literária);
Ninféia, 1920 (palestra literária);
O Molar dos Seis Anos, conferência na Associação Médica Cirúrgica de Alagoas, 1922;
Homenagem à Memória de Rui Barbosa. Discursos Pronunciados na Academia Alagoana de Letras, Maceió, 1923;
Rui Barbosa, 1923 (estudo crítico);
Infecções em Foco, Revista Brasil Odontológico, 1925;
O Mercúrio nas Obturações Metálicas, Revista Brasil Odontológico, 1925;
Cinzas (poesia);
Mentira (poesia);
Rictus Faciais no Crime;
Silêncio, Rio de Janeiro, Empresa Número, 1931;
Moldagem em Prótese Buco-Facial, Rio de Janeiro, Ed. Pongetti, 1935;
Escute, Rio de Janeiro, Ed. Borsoi, 1938;
Odontologia ou Estomatologia, tese ao 2o. Congresso,
Teria deixado inéditos: Urubu e Florilégio.
e muitos outros títulos científicos.

## Descendência
Agripino Alves Ether teve 2 filhos com Maria Soares de Araújo.
Dr. Stenio Soares Ether, foi professor formado em Odontologia, escreveu 1232 artigos científicos e 5 livros.
Diney Soares Ether: